# Perclorato
L'anione perclorato, di formula chimica ClO−4, è l'ossoanione del cloro eptavalente e allo stato di ossidazione +7. È l'ultimo della serie (ClO−, ClO2−, ClO3−, ClO4−) e quindi il più ricco di ossigeno. Tra questi, è anche quello più stabile e, pur essendo un forte ossidante [E°(ClO4− / ClO3−) = 1,20 V], è però cineticamente piuttosto lento.

## Struttura elettronica e geometria molecolare
Lo ione ha forma tetraedrica, con il cloro al centro circondato da quattro ossigeni posti sui vertici del tetraedro; in esso le distanze Cl−O sono tutte di 144 pm e gli angoli O-Cl-O sono tutti pari all'angolo tetraedrico, cioè arccos(-1/3) ≈ 109,5°, simmetria Td.
La struttura elettronica dello ione è un ibrido tra quattro forme di risonanza principali, tra loro equivalenti: in ognuna di queste il cloro centrale è unito con un legame singolo ad un ossigeno negativo e con legami doppi a tre ossigeni neutri: (O=)3Cl−O−. In base a questo l'ordine di legame teorico tra Cl e O nel perclorato è di 1,75, contro 1,5 per nel solfato (per i legami tra S e O) e 1,25 nel fosfato (per i legami tra P e O). Nell'ambito della teoria del legame di valenza l'atomo di cloro è ibridato sp3, cosa in perfetto accordo con la struttura tetraedrica dello ione.

## Proprietà ossidanti e preparazione
Il perclorato è un ossidante forte dal punto di vista termodinamico: E°(ClO4− / ClO3−) = 1,20 V, anche se il valore è minore di quello del cloro molecolare, E°(Cl2 / Cl−) = 1,36 V. Non sorprende, comunque, che per ottenere il perclorato per ossidazione di altre specie del cloro più comuni occorrano ossidanti molto forti: l'ozono (E° = 2,08 V), il persolfato (E° = 2,01 V) e il biossido di piombo (E° = 1,70 V) riescono a ossidare il clorato a perclorato. Tuttavia, il tipo di preparazione industriale più comodo è l'ossidazione dei clorati per via elettrolitica e in tal modo si produce il perclorato di sodio NaClO4.
Tra gli altri ossoanioni del cloro il perclorato è il meno ossidante: il più ossidante in ambiente acido, per la riduzione fino a cloruro, è il clorito (1,67 V), seguíto dall'ipoclorito (1,63 V) e poi dal clorato (1,46 V), mentre per il perclorato si ha E° = 1,37 V.

## Proprietà come base e come ligando
L'anione perclorato è la base coniugata dell'acido perclorico (HClO4), un acido molto forte (come liquido puro è anche un superacido, H0 < -15) che, reagendo con gli ossidi o idrossidi metallici, forma i loro perclorati salini, che sono quasi sempre ben solubili in acqua. Data la forza dell'acido, l'anione perclorato è una base debolissima e un ligando pochissimo polarizzabile e minimamente coordinante verso i cationi metallici.

## Esteri (perclorati organici)
Il termine perclorato si usa anche per indicare gli esteri dell'acido perclorico, ossia composti organici che hanno formula generale R−O−Cl(=O)3, dove R sta ad indicare un gruppo alchilico o arilico. Esempi sono i perclorati alchilici, che sono degli agenti alchilanti molto reattivi, come il perclorato di metile [CH3−O−Cl(=O)3], un metilante che è un liquido incolore molto volatile e tossico.

## Utilizzi
I perclorati sono stati utilizzati in medicina per 50 anni contro i disordini della ghiandola tiroidea.
Sono impiegati quasi esclusivamente in pirotecnica, nei propellenti per missili e nella testina rossa dei fiammiferi, essendo dei forti ossidanti. In particolare il perclorato di potassio, il perclorato di sodio e il perclorato di ammonio possono essere utilizzati come comburenti nelle miscele propellenti od esplosive, ed il terzo, così come il perclorato di magnesio, come reagenti di laboratorio. Il perclorato di litio, invece, è utilizzato nei generatori di ossigeno, avendo un titolo in ossigeno quasi del 60% in peso.

## Tossicità
Lo ione perclorato ha elevata tossicità in quanto impedisce l'assorbimento dello iodio nel corpo umano. Viene assorbito inalterato dai vegetali che quindi lo possono introdurre nella catena alimentare.
È conosciuto come fattore di disturbo del sistema endocrino, in grado di bloccare il recettore dello iodio nella tiroide causando così ipotiroidismo e disfunzioni neurologiche. Uno studio del 2012 ha scoperto che un ceppo batterico conosciuto come Bifidobacterium bifidum è in grado di degradare il perclorato, attraverso la via della perclorato reduttasi.

## Caratteristiche e produzione
I perclorati vengono preparati dal perclorato di sodio, che si ottiene per via elettrolitica. I procedimenti per la preparazione sono svariati; si può partire da soluzioni di cloruro di sodio convertendolo direttamente in perclorato, oppure, per risparmiare energia elettrica, si fa avvenire la reazione in due stadi:
si prepara dapprima il clorato di sodio, ed in un secondo momento lo si converte in perclorato di sodio. Il pH varia a seconda dei reagenti che si aggiungono per favorire la reazione elettrochimica, mentre la tensione elettrica dipende dal tipo di elettrodi utilizzati. Per piccole produzioni i migliori sono quelli al titanio, con l'anodo rivestito di platino. 
Soluzioni di idrossido di potassio sono utilizzate per l'analisi quantitativa dei perclorati, grazie alla proprietà del perclorato di potassio di essere insolubile, precipitando quindi dalla soluzione. Al contrario di quest'ultimo, la maggior parte dei perclorati è solubile in acqua.